# Blixtkär
Blixtkär är en amerikansk romantisk komedifilm från 1944 i regi av Charles Vidor.

## Handling
Anne Crandall har blivit änka och tar över posten som borgmästare i en liten stad i Vermont. Hon går in i jobbet till fullo. När hon vid en resa till New York träffar skulptören George Corday rubbas hennes och hennes dotter Dianas tillvaro.

## Rollista
- Irene Dunne - Anne Crandall
- Charles Boyer - George Corday
- Charles Coburn - Jonathan Crandall Sr.
- Mona Freeman - Diana Crandell
- Jerome Courtland - Gilbert
- Elizabeth Patterson - Jessie
- Charles Dingle - Morton Buchanan
- Charles Arnt - tjänsteman (ej krediterad)
- Hobart Cavanaugh - Perc Mather (ej krediterad)
- Frank Puglia - Leonardo (ej krediterad)
- Carl Switzer - hisspojke (ej krediterad)